# Nicolae Minovici
Nicolae Minovici (n. 23 octombrie 1868, Râmnicu Sărat, Râmnicu-Sărat, România – d. 26 iunie 1941, București, România) a fost cel de-al șaptelea copil în viață al familiei lui Ștefan Minovici.

## Biografie
„Fire încăpățânată, îndărătnică, dar voluntară”, Nicolae a urmat cursurile primare la Școala comunală nr. 1 din Brăila, iar liceul l-a absolvit în București, la Sf. Sava.
Nicolae a făcut prima ruptură în cadrul familiei in raport cu pasiunea legată de științe: după absolvirea bacalaureatului în 1891, el s-a înscris la Școala de Belle-Arte, cursuri pe care le-a urmat timp de un an.
Intervențiile fratelui său mai mare Mina l-au determinat în final să se înscrie în circuitul științelor, înscriindu-se la Facultatea de Medicină. Dar lumea artelor nu a fost dată uitării. Nicolae Minovici a devenit un asiduu colecționar de obiecte de artă și în mod special de artă populară din spațiul românesc.
În anul 1896, Nicolae Minovici a reușit identificarea autorului unui furt săvârșit într-o tipografie cu ajutorul urmelor de mâini, fiind un prim succes în România a identificării unui infractor pe baza urmelor digitale.[necesită citare]
În anul 1898, Nicolae Minovici a obținut titlul de doctor în medicină, cu lucrarea „Tatuajele în România", publicată în același an. Această temă era abordată pentru prima oară în România și așa a rămas până astăzi. Student fiind, a lucrat ca desenator și ca preparator al sălii de disecție, apoi al clinicii și Institutului de Chirurgie și Ginecologie. În tot timpul studiilor a ocupat și posturile de preparator, apoi de asistent la Catedra de Histologie.

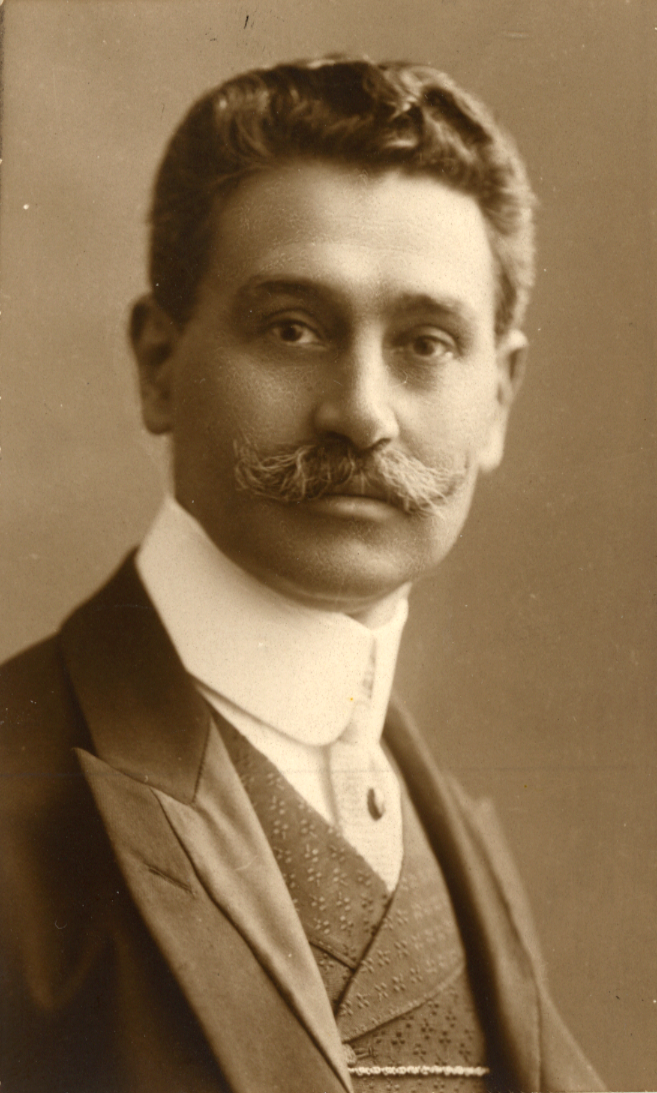
Portretul lui Nicolae Minovici

Și-a continuat studiile la Berlin între 1899-1901, unde a lucrat și la diferite instituții precum Institutul de Anatomie Patologică și Spitalul „Moabit". A avut contacte cu reputați speciliaști din domeniul medicinii: profesorii Strassman, Virchow și Lepman din Berlin, precum și profesorii Paul Garnier, Magnan și Manoeuvrier din Paris.
Întors in România, a înființat în 1906 prima Societate de Salvare din Balcani, care timp de peste 30 de ani a fost întreținută din veniturile proprii, deși serviciile sale, potrivit legii, trebuiau asigurate de Primăria Bucureștilor. În 1934 el a creat primul spital cu serviciu permanent de urgență din România, al doilea din Europa după cel din Moscova. Apoi, în 1936, Școala Samariteană.
În anul 1904 Nicolae Minovici a publicat lucrarea „Studiu asupra spânzurării”. Este un studiu unic în domeniul medicinii românești din perioada pionieratului. Rămas fidel pasiunii sale întâi, doctorul Nicolae Minovici a finalizat în 1905 un alt proiect: Muzeul de Artă Națională „Prof. Dr. Nicolae Minovici”, în marginea de nord a Bucureștiului.
Clădirea a fost proiectată de arhitectul Cristofi Cerchez, cu o destinație specială, aceea de a fi un muzeu de etnografie. Muzeul a funcționat din 1906 ca instituție particulară până în 1936, când a fost donat Primăriei Orașului București.
Retras din București în anii 1917 - 1918, Nicolae Minovici va găsi vila prădată la întoarcerea în capitală, în decembrie 1918. Unele surse susțin că actul a fost săvârșit de trupele germane care își stabiliseră cantonamentul în vilă, însă alte surse (un inventar de predare-primire lăsat de comandamentul german) susțin contrariul, si anume că vila a fost jefuită de soldații români cu prilejul retragerii trupelor germane din capitală. Colecția a fost îmbogățită treptat cu noi achiziții în perioada 1918-1940.
În 1902 Nicolae Minovici a fost numit medic legist pe lângă parchetul Tribunalului Ilfov și Subdirector al Institutului medico-legal și profesor de medicină legală la Școala de Științe de Stat. În același an este însărcinat de Primărie să rezolve problema cerșetoriei și a vagabondajului în București. În anul 1909 Nicolae Minovici a fost avansat șef de lucrări al Catedrei de Medicină Legală, iar ulterior "a fost abilitat docent în medicina legală și numit conferențiar pentru această disciplină la Facultatea de Medicină (1915).
După Primul Război Mondial îl găsim la Universitatea din Cluj, la catedra de medicină legală (1919) unde, a creat „din nimic” Institutul de Medicină Legală din respectivul oraș. Începând cu anul 1926 s-a aflat din nou în București, când a preluat funcția de primar al sectorului III Albastru, care cuprindea mahalalele Rahova, Grozăvești, Mandravela, Dealul Spirii, Cotroceni, 13 Septembrie, Șerban Vodă etc.
„Minovici dărâmă tot / Minovici e târnăcop!”
Ce a găsit doctorul atunci în aceste părți ale orașului: străzi fără trotuar, nepavate și necanalizate, majoritatea luminate prost sau deloc, cocioabe și maghernițe insalubre, înghesuite și înconjurate de mormane de gunoi.
Mandatul său a fost benefic pentru această parte de oraș, numele său intrând și în folclorul de mahala: „Minovici dărâmă tot / Minovici e târnăcop!” Astfel străzile au fost periodic curățate și multe dintre ele pavate, maidanele transformate treptat în parcuri (cum a fost cel din spatele tribunalului); a fost ridicat un cămin pentru gunoierii și măturătorii sectorului și au fost construite primele WC-uri subterane din București.
Ales primar fără să fi candidat!
El a oferit și burse elevilor silitori din comuna Băneasa. Se mai păstrează liste din anii 1905 - 1912, cu sute de locuitori din comuna Băneasa, pe care Nicolae Minovici i-a împrumutat cu bani pentru diverse necazuri: recuperarea casei, spitalizări sau înlesniri pentru cumpărare de alimente sau lemne pentru iarnă. În 1934 a fost ales primar de locuitorii satului Băneasa - astăzi cartierul cu același nume - fără să candideze.
Dar Nicolae Minovici a mai oferit ceva bucureștenilor. Propria sa avere. Casa și colecția de artă populară, alături de o ferma, pe care le-a donat Primăriei Bucureștilor în 1934. Economiile sale bănești au fost donate în întregime, către finalul vieții, asociațiilor care se ocupau de copii abandonați sau orfani.
Începând cu anul 1936 a condus ca președinte Colegiul Medical de Ilfov, iar peste doi ani, Colegiul Medical pe țară. S-a ocupat frecvent de interzicerea practicării ilegale a „medicinii” de tot felul de către vraci, moașe și prințese ale magiei negre sau de altă culoare.
De asemenea, tot el a luat măsuri pentru a se închide cabinetele de cosmetică conduse de persoane fără diplome și pregătire corespunzătoare, dar mai ales împotriva impostorilor care, „inducând în eroare marele public, îi speculau naivitatea", împiedicându-i să mai țină ședințe de „magnetism”, „misterele telepatiei” etc. În acest sens a publicat studiul „Pericolul social al practicării ocultismului”, îndeosebi asupra sănătății mintale.
Între anii 1936 - 1940 a fost colaborator al nou înființatei Reviste de Medicină Legală. Abia ieșit la pensie în 1938, doctorul Nicolae Minovici s-a îmbolnăvit de cancer localizat în laringe. În ciuda traheotomiei făcută la Viena în 1940, doctorul a continuat să trăiască chinuit de dureri până la 26 iunie 1941.

## Publicații
- Tatuajele in Romania, 1898 - a fost teza sa de licență[3]
- Studiu asupra spânzurării, Editura Curtea Veche, 2007[4]